# Beat Seitz
Beat Seitz (n. 28 octombrie 1973, Elveția) este un bober ce a reprezentat Elveția, medaliat olimpic. A participat la o ediție a Jocurilor Olimpice (1998) în care a câștigat o medalie de argint.

## Participări
Lista de mai jos prezintă principalele competiții la care a participat Beat Seitz de-a lungul carierei.
- bobsleigh at the 1998 Winter Olympics[*]